# Гордя Ігор Володимирович
Ігор Володимирович Гордя (нар. 3 квітня 1988, Кременчук, Полтавська область, УРСР) — український футболіст, півзахисник аматорського клубу «Вікторія» (Миколаївка).

## Клубна кар'єра
У дитячо-юнацькій футбольній лізі України виступав за МФК «Кремінь» Кременчук і «Дніпро» Дніпропетровськ. У професійному футболі виступав за клуби: «Дніпро» Дніпропетровськ (сезон 2004/05 — перше коло сезону 2007/08 років; першість дублерів) і «Металург» Донецьк (друге коло сезону 2007/08 — сезон 2008/09 років; першість дублерів).
30 серпня 2009 року дебютував у складі «Сталі» з Алчевська проти «Нафтовика» з Охтирки в Першій лізі. 10 серпня 2009 року забив свій перший м'яч у ворота «Севастополя». У 2011 році перейшов у «Гомель», але зіграв у ньому лише один матч, і по закінченню контракту покинув клуб. У 2012 році перейшов у польський клуб «Варта» з Серадза.
У 2013 році перейшов в «Олександрію». У команді взяв 20 номер. 23 березня 2013 дебютував у складі «Олександрії» вийшовши на заміну в матчі проти «Кримтеплиці». У сезоні 2012/13 років він разом з командою став бронзовим призером Першої ліги України, клуб поступився лише алчевській «Сталі» та «Севастополю». Гордя взяв участь в 3 матчах.
У тому ж році повернувся в «Сталь» з Алчевська. 14 липня 2013 року зіграв свій перший матч після повернення, вийшовши на заміну в матчі проти армянського «Титану». У цьому сезоні знову став бронзовим призером Першої ліги України, а в першому матчі наступного сезону, 26 липня 2014 року вийшов в основі і забив свій перший м'яч після повернення в ворота «Зірки» з Кіровограда.
У лютому 2015 року алчевська команда через фінансові проблеми і складну політичну обстановку в регіоні припинила участь в першості першої ліги, а її гравці отримали статус вільних агентів. У березні того ж року Гордя підписав контракт з одним з лідерів другої ліги — «Черкаським Дніпром». Наприкінці серпня 2015 року перейшов у «Кремінь».
У лютому 2016 року став гравцем «Миколаєва». За свій новий клуб дебютував 26 березня 2016 року, вийшовши на заміну на 42 хвилині, в матчі проти «Полтави»», але зігравши лише 3 матчі, перейшов в «Авангард» з Краматорська. За словами тренера кораблів Руслана Забранського, настільки короткий перфод перебування Горді в миколаївській команді був пов'язаний з тим, що «на зимових зборах він дуже добре зарекомендував себе — швидкі проходи по флангах, гарне виконання «стандартів» і т.п. Ну, а коли розпочався чемпіонат, заспокоївся і був уже не таким».

## Кар'єра в збірній
Виступав за юнацькі збірні України U-17 і U-19. У складі студентської збірної України двічі виграв літню універсіаду: 2007 і 2009.

## Досягнення

### Командні
- Перша ліга чемпіонату України
  -  Бронзовий призер (1): 2009/10, 2010/11, 2012/13, 2013/14
- Літня Універсіада
  -  Чемпіон (2): 2007, 2009

### Особисті
- Майстер спорту міжнародного класу[12]

## Державні нагороди
- Медаль «За працю і звитягу» (06.09.2007)[13]